# Deroca
Deroca là một chi bướm đêm thuộc phân họ Drepaninae.